# Wielersport op de Olympische Zomerspelen 2020 – Wegwedstrijd vrouwen
De wegwedstrijd voor vrouwen  op de Olympische Zomerspelen 2020 vond plaats op zondag 25 juli 2021 in Tokio.  De start was om 13:00 uur lokale tijd (6:00 in Nederland en België), en er was al snel een kopgroep onderweg, die ruim tien minuten voorsprong kreeg. Het peloton kwam pas laat op snelheid, terwijl de kopgroep zelf langzaam uit elkaar viel, en stuk voor stuk terug in het peloton kwamen. De relatief onbekende Anna Kiesenhofer ging zelf vanuit de kopgroep in de aanval, met nog veertig kilometer te gaan, en behield ruim anderhalve minuut voorsprong op de finish op de Fuji Speedway. 
Daarachter demarreerde Annemiek van Vleuten in de laatste twee kilometer uit het peloton, en kreeg nog Elisa Longo Borghini achter zich aan, die Van Vleuten niet meer terug kon pakken, waarmee de zilveren en bronzen medaille werden vergeven.
Van Vleuten dacht op de finish dat zijzelf de eerste was, verklaarde ze na de race. De communicatie tijdens de race was gebrekkig, en de rensters reden zonder oortjes waardoor er geen radioverbinding met de ploegleiding was. In de finale dachten ze iedereen te hebben teruggehaald, maar Kiesenhofer hadden ze daarbij over het hoofd gezien. 

## Resultaten
| rang           | naam                   | land               | tijd    |
| -------------- | ---------------------- | ------------------ | ------- |
| Goud           | Anna Kiesenhofer       | Oostenrijk         | 3:52:45 |
| Zilver         | Annemiek van Vleuten   | Nederland          | +1'15"  |
| Brons          | Elisa Longo Borghini   | Italië             | +1'29"  |
| 4              | Lotte Kopecky          | België             | +1'39"  |
| 5              | Marianne Vos           | Nederland          | +1'46"  |
| 6              | Lisa Brennauer         | Duitsland          | z.t.    |
| 7              | Coryn Rivera           | Verenigde Staten   | z.t.    |
| 8              | Marta Cavalli          | Italië             | z.t.    |
| 9              | Olga Zabelinskaja      | Oezbekistan        | z.t.    |
| 10             | Cecilie Uttrup Ludwig  | Denemarken         | z.t.    |
| 11             | Lizzy Deignan          | Groot-Brittannië   | z.t.    |
| 12             | Mavi García            | Spanje             | z.t.    |
| 13             | Ashleigh Moolman-Pasio | Zuid-Afrika        | z.t.    |
| 14             | Katarzyna Niewiadoma   | Polen              | z.t.    |
| 15             | Anna van der Breggen   | Nederland          | z.t.    |
| 16             | Karol-Ann Canuel       | Canada             | +2'20"  |
| 17             | Alena Amjaljoesik      | Wit-Rusland        | z.t.    |
| 18             | Marta Lach             | Polen              | +2'28"  |
| 19             | Eugenia Bujak          | Slovenië           | z.t.    |
| 20             | Christine Majerus      | Luxemburg          | z.t.    |
| 21             | Eri Yonamine           | Japan              | z.t.    |
| 22             | Paula Patiño           | Colombia           | +2'30"  |
| 23             | Liane Lippert          | Duitsland          | +2'32"  |
| 24             | Omer Shapira           | Israël             | +2'38"  |
| 25             | Demi Vollering         | Nederland          | +2'56"  |
| 26             | Tiffany Cromwell       | Australië          | z.t.    |
| 27             | Anna Plichta           | Polen              | +3'13"  |
| 28             | Ane Santesteban        | Spanje             | +3'19"  |
| 29             | Leah Thomas            | Verenigde Staten   | +3'22"  |
| 30             | Juliette Labous        | Frankrijk          | z.t.    |
| 31             | Chloé Dygert           | Verenigde Staten   | +6'06"  |
| 32             | Alison Jackson         | Canada             | +7'02"  |
| 33             | Tereza Neumanová       | Tsjechië           | z.t.    |
| 34             | Arlenis Sierra         | Cuba               | z.t.    |
| 35             | Rasa Leleivytė         | Litouwen           | z.t.    |
| 36             | Leah Kirchmann         | Canada             | z.t.    |
| 37             | Katrine Aalerud        | Noorwegen          | +7'07"  |
| 38             | Na Ah-reum             | Zuid-Korea         | +8'23"  |
| 39             | Tamara Dronova         | Russische ploeg    | z.t.    |
| 40             | Sarah Gigante          | Australië          | z.t.    |
| 41             | Hannah Ludwig          | Duitsland          | z.t.    |
| 42             | Julie Van de Velde     | België             | z.t.    |
| 43             | Hiromi Kaneko          | Japan              | z.t.    |
| 44             | Marta Bastianelli      | Italië             | +9'31"  |
| 45             | Ruth Winder            | Verenigde Staten   | z.t.    |
| 46             | Marlen Reusser         | Zwitserland        | z.t.    |
| 47             | Grace Brown            | Australië          | z.t.    |
| 48             | Soraya Paladin         | Italië             | +15'55" |
| Niet gefinisht |                        |                    |         |
| –              | Amanda Spratt          | Australië          | Opgave  |
| –              | Valerie Demey          | België             | Opgave  |
| –              | Emma Norsgaard         | Denemarken         | Opgave  |
| –              | Trixi Worrack          | Duitsland          | Opgave  |
| –              | Stine Borgli           | Noorwegen          | Opgave  |
| –              | Vera Looser            | Namibië            | Opgave  |
| –              | Teniel Campbell        | Trinidad en Tobago | Opgave  |
| –              | Anna Shackley          | Groot-Brittannië   | Opgave  |
| –              | Jutatip Maneephan      | Thailand           | Opgave  |
| –              | Ántri Christofórou     | Cyprus             | Opgave  |
| –              | Carla Oberholzer       | Zuid-Afrika        | Opgave  |
| –              | Catalina Soto Campos   | Chili              | Opgave  |
| –              | Lizbeth Salazar        | Mexico             | Opgave  |
| –              | Agua Marina Espínola   | Paraguay           | Opgave  |
| –              | Maria José Vargas      | Costa Rica         | Opgave  |
| –              | Selam Amha             | Ethiopië           | Opgave  |
| –              | Mossana Debesay        | Eritrea            | Opgave  |
| –              | Valeriya Kononenko     | Oekraïne           | Opgave  |
| –              | Jiajun Sun             | China              | Opgave  |

1984: Connie Carpenter-Phinney ·
1988: Monique Knol ·
1992: Kathy Watt ·
1996: Jeannie Longo ·
2000: Leontien van Moorsel ·
2004: Sara Carrigan ·
2008: Nicole Cooke ·
2012: Marianne Vos ·
2016: Anna van der Breggen ·
2020: Anna Kiesenhofer ·
2024: Kristen Faulkner